# Иголкин, Михаил Петрович
Михаил Петрович Иго́лкин (15 октября 1916 года, деревня Жабинец в современном Струго-Красненском районе Псковской области России — 1976) — советский инженер-металлург. Лауреат Ленинской премии (1965). Участник Великой Отечественной войны. Воинское звание: старшина.
Участник Парада Победы 24 июня 1945 года.

## Биография
Михаил Петрович родился 15 октября 1916 года в деревне Жабинец (ныне Жабенец в Струго-Красненском районе Псковской области) в крестьянской семье. По данным воинского учёта на 1941 год место рождения называется Жебенецкий сельсовет,  деревня Ущерицы, деревня Табинец, Новосельский район, Ленинградская область.
В 1933 году приехал в Заполярье. Начинал флотатором на комбинате «Апатит», в 1936 году переезжает в г. Мончегорск, на комбинат «Североникель». Здесь трудовой путь начался на опытном заводе, выполняя обязанности горнового. Потом с пуском плавильного цеха бессменно работал в нём и занял должность начальника конверторного передела.

### Великая Отечественная война
В 1941 году призван Мончегорским РВК. Дата призыва: 04.07.1941
- Воинское звание: мл. сержант
- Военно-пересыльный пункт: 48 зсп 36 зсд
- Выбытие из воинской части: 13.03.1942
- Куда выбыл: 445 гап АККУКС АРГК[6]

- Последнее место службы: 80 сд
- Военно-пересыльный пункт: 48 зсп 36 зсд
- Прибыл в часть: 09.03.1942
- Откуда прибыл: Тихвинский ВПП[6]

Воевал на Ленинградском, Болховском, 1-м Украинском фронтах. Был старшим сержантом, фоторазведчиком 790 отделения артиллерийского разведывательного дивизиона 21 Армии.
Награждён нагрудным знаком «Отличный артиллерист» за отличное владение своей специальностью. Был ранен в августе 1943 г. в районе села Поречье и отморозил ноги на болотах в районе села Сенявино.
Иголкин Михаил Петрович принимал участие в Параде Победы 24 июня 1945 года. Награждён орденами Отечественной войны (по одним данным — первой степени, по данным воинского учёта — второй), орденом Красной Звезды, медалями.

### После войны
После демобилизации вернулся в Мончегорск, на родной комбинат.
В 1950-х Михаил Петрович находится в составе коллектива (Н.Борисов, М.Иголкин, М.Захаров, Г.Лешке, В.Позняков, В.Тарасов, главный руководитель проекта Я.Рачинский — все будущие лауреаты Ленинской премии), завершившего работу по реализации разработанного на комбинате «Североникель» способа извлечения кобальта из жидких конвертерных шлаков.
В 1964 году присвоено звание «Заслуженный рационализатор РСФСР».
В 1965 году М.Иголкину в группе специалистов комбината «Североникель» присуждена Ленинская премия.
Скончался в 1976 году.

## Награды, поощрения
- Медаль «За оборону Ленинграда», 22.12.1942
- Медаль «За отвагу», 01.04.1943
- Орден Красной Звезды, 06.07.1944
- Орден Отечественной войны II степени, 18.08.1944
- Медаль «За победу над Германией в Великой Отечественной войне 1941—1945 гг.», 09.05.1945[4]

Лауреат Ленинской премии (1965) — за участие в работе по интенсификации процессов и усовершенствованию технологии производства никеля и кобальта из сульфидных руд.
Выписка из Постановления от 21 апреля 1965 года г. Москва Комитета по Ленинским премиям в области науки и техники при Совете Министров СССР:
…Присудить Ленинскую премию 1965 года за наиболее выдающиеся работы в области техники:
…Познякову Владимиру Яковлевичу — главному инженеру комбината «Североникель», руководителю работы;
Лешке Георгию Павловичу — директору;
Борисову Николаю Фёдоровичу и Рябко Георгию Тимофеевичу — начальникам цехов;
Жилкину Владимиру Борисовичу — начальнику отделения;
Захарову Михаилу Ивановичу — заместителю начальника отдела;
Иголкину Михаилу Петровичу — мастеру;
Карапетяну Сурену Карповичу — главному энергетику;
Крылову Анатолию Сергеевичу и Попову Олегу Андреевичу — техническим руководителям цехов;
Тарасову Владимиру Сергеевичу — заместителю главного инженера; работникам того же комбината;
Рачинскому Якову Давыдовичу — главному инженеру проекта института «Гипроникель».
В 1964 году впервые в истории Мончегорска было присвоено звание «Заслуженный рационализатор РСФСР» мончегорцам: А. Г. Агаеву, П. М. Герасимову, В. Я. Познякову, Г. Т. Рябко, М. П. Иголкину, О. А. Попову, М. И. Захарову.